# Aias
Aias (în greacă Αιας) este numele a doi eroi din mitologia greacă, care au luptat în războiul troian.

## Scurtă descriere
Primul, Aias din Oileus, a răpit-o pe Cassandra din templul Atenei, în timpul cuceririi Troiei, fapt pentru care, zeița l-a pedepsit cu moartea.
Al doilea, Aias Telamonidul, și-a disputat cu Ulise armele lui Ahile, după moartea marelui erou. Partea leului i-a revenit lui Ulise, iar Aias s-a sinucis de disperare.